# Бродянка
Бродянка, Вовчиця[джерело?] (інші назви Попова, Вовчинець ) — річка в Козятинському районі Вінницької області, ліва притока Гнилоп'яті (басейн Дніпра).

## Опис
Довжина річки приблизно 16 км. Висота витоку — 300 м, висота гирла — 251 м, спад річки — 49 м, похил річки — 3,07 м/км. Формується з багатьох безіменних струмків та водойм.

## Розташування
Бере початок у селі Листопадіка. Тече переважно на схід через села Юрівку та Вовчинець. У селищі Бродецьке впадає в річку Гнилоп'ять, праву притоку Тетерева.

## Притоки
Гнилий - права притока, бере початок в с. Осична, протікає через села Молотківці і Черники і у с. Вовчинець впадає у р. Вовчинець. Має кілька безіменних приток, права притока, що бере початок у с. Безіменне має назву Яр Боровського. 
За деякими джерелами річка Вовчинець протікає селами Осична, Молотківці, Вовчинець та смт Бродецьке, а водотік між селами Листопадівка та Вовчинець є її притокою без назви.